# Борки (Суджанский район)
Борки — село в Суджанском районе Курской области. Административный центр Борковского сельсовета.

## Этимология
Название села Борки происходит от слова бор, так как вокруг села много маленьких сосновых лесков — борков.

## География
Село находится на реке Псёл, в 4,5 км от российско-украинской границы, в 89 км к юго-западу от Курска, в 13,5 км к юго-востоку от районного центра — города Суджа.
Улицы
В селе улицы: Бугор, Булаевка, Замостье, Королевка, Московская, Новоборисовка, Новосёловка, План, Хутор, Чибисовка.
Климат
Борки, как и весь район, расположены в поясе умеренно континентального климата с тёплым летом и относительно тёплой зимой (Dfb в классификации Кёппена).
| Показатель                                                                   | Янв. | Фев. | Март | Апр. | Май  | Июнь | Июль | Авг. | Сен. | Окт. | Нояб. | Дек. | Год  |
| ---------------------------------------------------------------------------- | ---- | ---- | ---- | ---- | ---- | ---- | ---- | ---- | ---- | ---- | ----- | ---- | ---- |
| Средний суточный максимум, °C                                                | −3,5 | −2,3 | 3,8  | 13,6 | 19,9 | 23,2 | 25,7 | 25,1 | 18,7 | 11,1 | 3,9   | −0,6 | 11,6 |
| Средняя температура, °C                                                      | −5,6 | −4,9 | 0,1  | 8,8  | 15,2 | 18,9 | 21,3 | 20,5 | 14,5 | 7,7  | 1,7   | −2,6 | 8,0  |
| Средний суточный минимум, °C                                                 | −8   | −8   | −3,9 | 3,3  | 9,6  | 13,6 | 16,3 | 15,4 | 10,2 | 4,4  | −0,6  | −4,8 | 4,0  |
| Норма осадков, мм                                                            | 51   | 43   | 49   | 48   | 62   | 70   | 72   | 53   | 54   | 54   | 46    | 49   | 651  |
| Источник: Погода по месяцам c ru.climate-data.org(дата обращения: Июль 2021) |      |      |      |      |      |      |      |      |      |      |       |      |      |

## История
14 августа 2024 года, в ходе боёв в Курской области, село захвачено ВСУ. На 22 сентября 2024 года российские войска освободили Борки.

## Население
| 2002 | 2010 |
| ---- | ---- |
| 507  | ↘378 |

## Инфраструктура
Личное подсобное хозяйство. В селе 278 домов.

## Транспорт
Борки находится в 14,5 км от автодороги регионального значения 38К-004 (Дьяконово — Суджа — граница с Украиной, в 4 км от автодороги 38К-028 (Обоянь — Суджа), на автодорогах межмуниципального значения 38Н-515 (38К-028 — Махновка — Плехово — Уланок) и 38Н-029 (Борки — Спальное), в 5,5 км от ближайшего ж/д остановочного пункта Конопельки (линия Льгов I — Подкосылев). Остановка общественного транспорта.
В 98 км от аэропорта имени В. Г. Шухова (недалеко от Белгорода).

## Достопримечательности

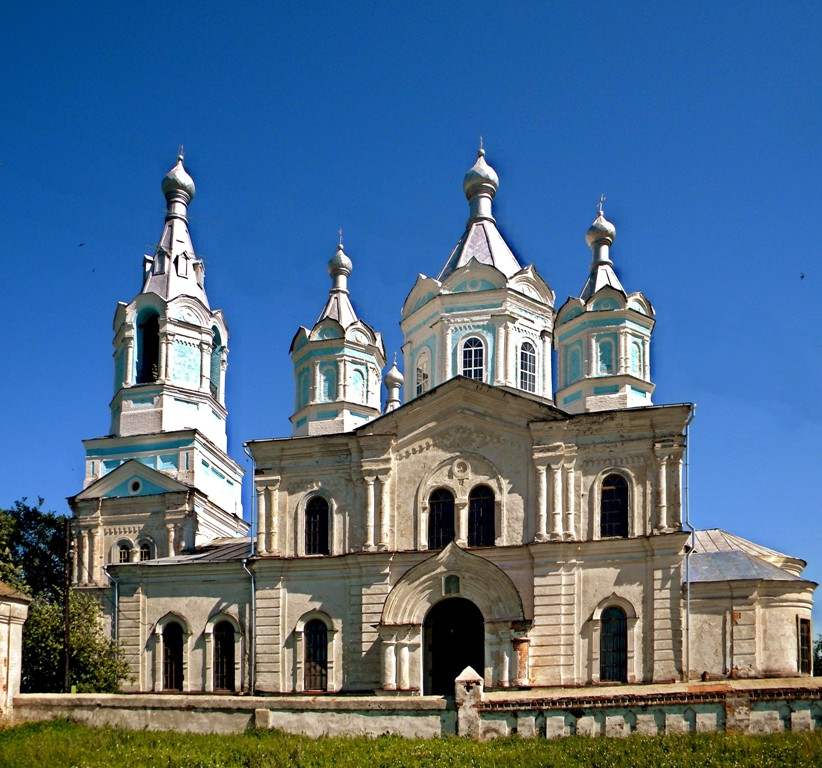
Храм Иконы Божией Матери «Знамение»
Православный пятиглавый каменный храм, возведённый в 1886—1898 годах в византийском стиле. Храм располагается на возвышенности и хорошо виден из ближних сёл — Плехово, Уланка, Спального, Крупна. Памятник архитектуры регионального значения.